# Етеокіпрська мова
Етеокіпрська мова — мова догрецького населення острова Кіпр. Назва має значення «питомо кіпрська» і вживається як паралель до етеокритської, обидві назви використовуються сучасними ученими, для позначення догрецької мови цих островів. Збереглося кілька написів, виконаних кіпрським письмом. Деякі тексти супроводжуються грецьким перекладом. Імовірно, цією ж мовою виконані більш ранні написи недешифрованим кіпро-мінойським письмом.
Мова була під впливом аркадо-кіпрського діалекту давньогрецької мови від 10-го століття до н. е., і, нарешті вимерла в середині 4 століття до н. е.
З точки зору граматики та лексики етеокіпрську мову зближують з етруською мовою та мовою пеласгів (Лемноська стела), проте, зважаючи на малу кількість написів, таку точку зору не можна вважати надійною. В усякому разі, згідно з єгипетськими джерелами, на рубежі XIII—XII ст. до н. е. на Кіпр вдерся народ «ч-к-р» (тевкри?) з числа «народів моря», до складу яких імовірно входили також пеласги й етруски. Саме в цей час різко змінюється накреслення знаків кіпро-мінойського письма, а можливо, і їхня мова.

## Родинні зв'язки
Через мізерність відомої лексики встановити родинні зв'язки мови з іншими на сьогоднішній день неможливо. Т. Б. Джонс, автор наведеного нижче (не загальновизнаного) дешифрування двомовного напису з Аматуса, вважав мову спорідненою з етруською; цієї ж точки зору дотримуються Г. Рікс та С. О. Яцемирський. Ряд дослідників відзначають формальну структурну подібність між етеокіпрською і хуритською. Найдокладніше хуритську гіпотезу розглянула Філіппа Стіл; вона відзначила подібність більшості іменних афіксів, але при цьому — відсутність хуритських відповідників для найчастішого афікса -(n)o-ti, а також впізнаваних хуритських слів в текстах. М. Еґетмеєр і Ф. Стіл припускають, що навіть якщо припущення про спорідненість хуритської має під собою підстави, воно на сьогодення є недоведеним.

## Тексти

### Двомовний напис з Аматуса

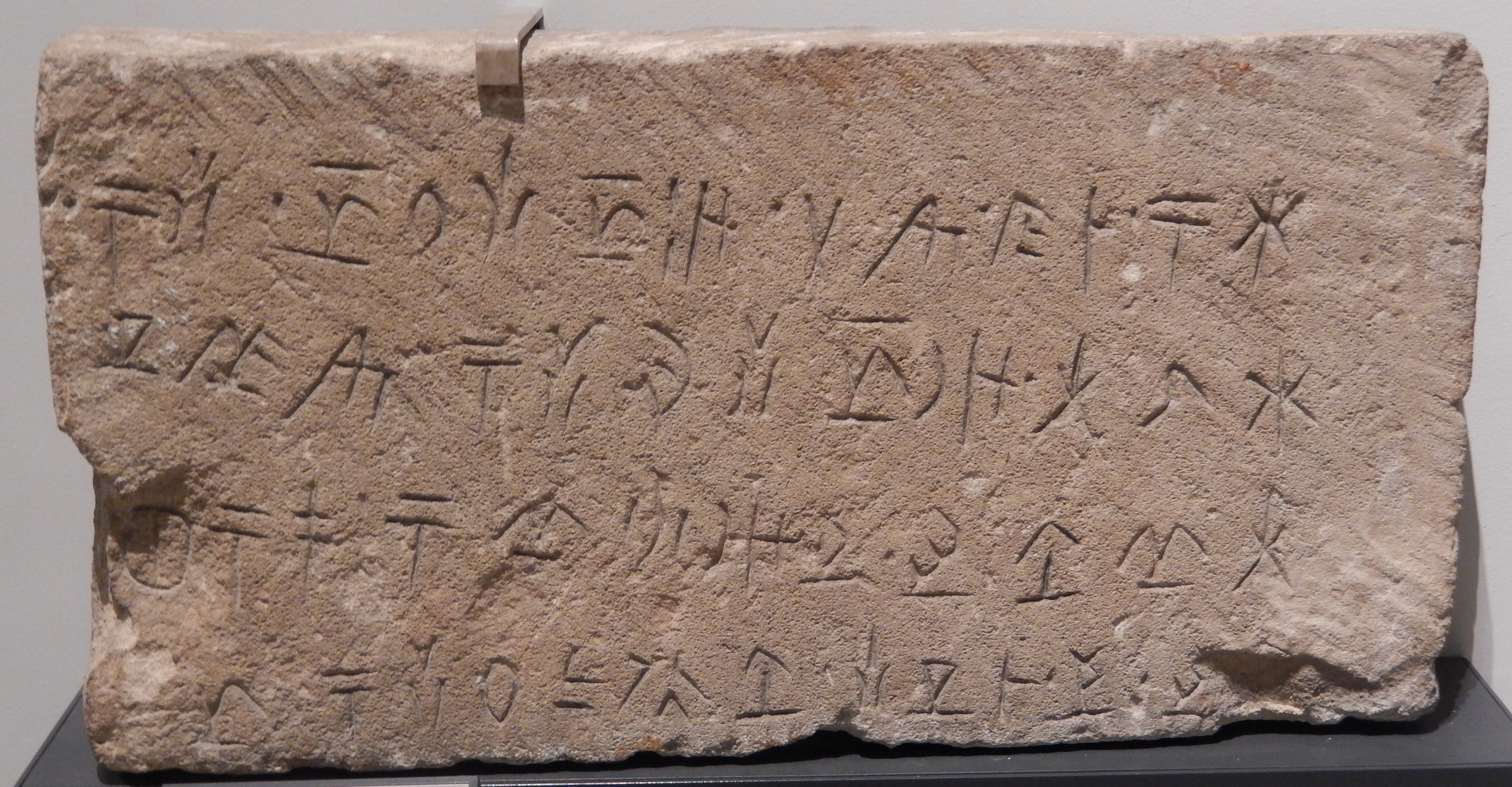
Напис з Аматуса

Найвідомішим етеокіпрським написом є двомовний текст, датований приблизно VI ст. до н. е., що складається з частин аттичним діалектом давньогрецької мови та етеокіпрською. Аматус був древнім містом на південному узбережжі Кіпру (близько 10 км на південь від Лімасола і 40 км на захід від Ларнаки). Нижче наведено транслітерацію напису (великими буквами — читання знаків, малими — запропоновані Т. Б. Джонсом поділ на морфеми та переклад).
З погляду граматики і лексики Т. Б. Джонс зближує мову напису з етруською мовою і мовою Лемноської стели, проте через малу кількість написів таку думку не можна вважати надійною. Другий рядок є морфологічною розбивкою згідно Джонсу, а третій рядок — його інтерпретацією тексту. Переклад Джонса не є прийнятим більшістю сучасних дослідників.
: Етеокіпрський напис:
A-NA MA-TO-RI U-MI-E-SA-I MU-KU-LA-I LA-SA-NA
Ana mator-i um-iesa-i Mukula-i Lasana
У цьому місті присвятили тіррени в Мукулі (Lasana відповідає Rasna — самоназва етрусків)
A-RI-SI-TO-NO-SE A-RA-TO-WA-NA-KA-SO-KO-O-SE KE-RA KE-RE-TU-LO-SE
Ariston-ose Artowanaksoko-ose, kera keretul-ose.
Аристону (сину) Аристонакта, з благородного роду.
TA KA-NA KU-NO SO-TI A-LO KA-I-LI PO-TI
Ta kana kuno sot-i, ail-o kail-i pot-i
Цей дар (був) принесений могилі, покладений в землю вождем.
Грецький напис:
 'Η πολις 'η Αμαθουσιων Αριστωνα Αριστωνακτος, ευπατριδην.
Поліс жителів Аматуса (присвятив) Арістону (синові) Арістонакта, з благородного роду.

### Інші написи
Існує також кілька інших коротких написів. 2015 року М. Еґетмеєр оголосив про виявлення нового довгого етеокіпрського напису (має бути опубліковано в журналі «Кадмос» у 2017—2018 рр.).